# Prunus samydoides
Prunus samydoides är en rosväxtart som beskrevs av Diederich Franz Leonhard von Schlechtendal. Prunus samydoides ingår i släktet prunusar, och familjen rosväxter. Inga underarter finns listade i Catalogue of Life.